# Neaetha catulina
Neaetha catulina är en spindelart som beskrevs av Berland, Millot 1941. Neaetha catulina ingår i släktet Neaetha och familjen hoppspindlar. Inga underarter finns listade i Catalogue of Life.